# 篠井山
篠井山（しのいさん）は、山梨県南巨摩郡南部町にある山である。標高1,394.4m。

## 概要
山名は昔、甲州の役人として赴任した従四位凡河内躬恒が登って四位山の名がついたとされる。４ヶ村の堺の山という意味かと思われる。決して高い山ではないが、麓との比高は1000mを超えているためかなり大きな立派な山に見える。堂々たる山容をしており、古来ご神体としてあがめられてきたという。登山道は南側の奥山温泉から奥に入った大洞橋からのみである。登り時間は2時間10分ほど。山頂は木々が多いが、東に富士山が望めるほか、西に枝越しに南アルプスの山々が望める。

## 関連画像

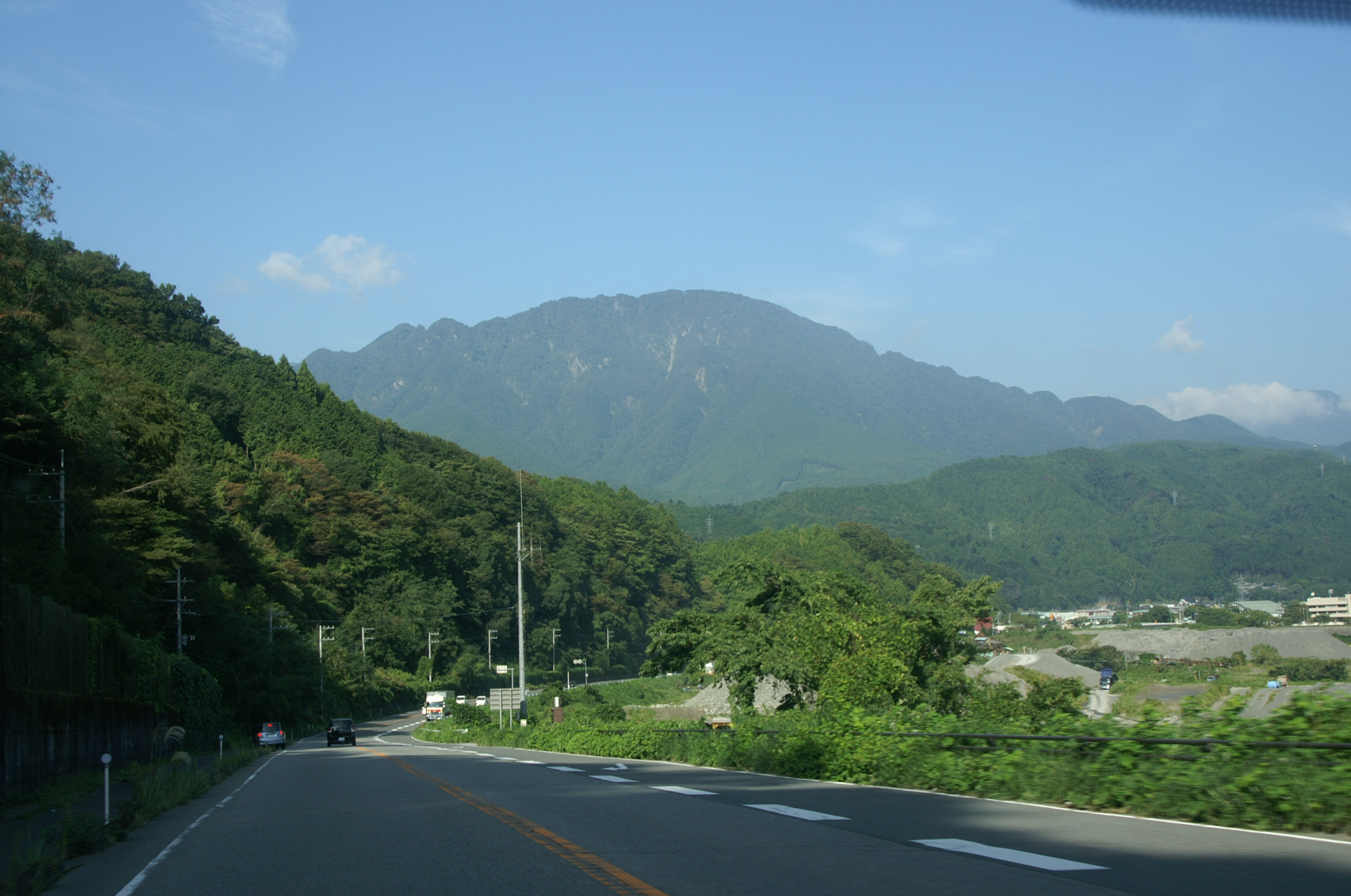
国道52号より篠井山を見上げる
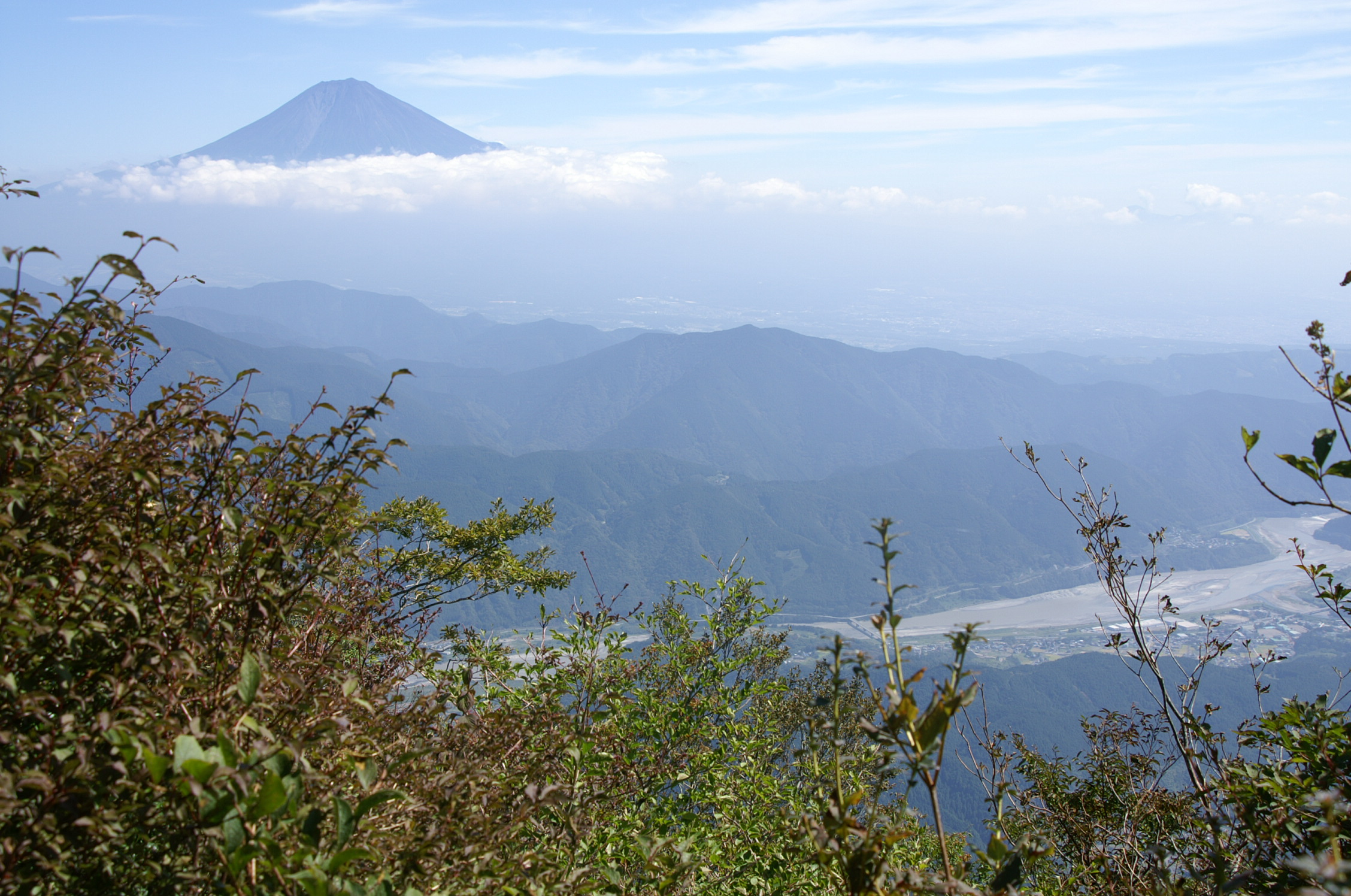
篠井山から見た富士山

## 周辺の山
- 十枚山
- 大光山
- 思親山